# 丽都运河
丽都运河（英語：Rideau Canal），亦稱里多運河，是一条连接加拿大渥太华和金斯顿的运河，全長202公里。丽都一词来源于法语，意为窗帘，因为丽都河与渥太华河汇流时的瀑布像窗帘一样。丽都运河于1832年竣工，修建的原因是为防止美国在1812年战争中封锁英军所依赖的圣劳伦斯河。丽都运河是北美至今在用的最古老的运河，2007年被列入世界遗产。